# Сонджон (6-й правитель Корьо)
Сонджон (кор. 성종, 成宗, Seongjong, Sŏngjong); ім'я при народженні Ван Чі (кор. 왕치, 王治, Wang Chi, Wang Chi; 15 січня 961 — 29 листопада 997) — корейський правитель, шостий володар Корьо.

## Біографія
Був онуком Тхеджо, засновника держави. Успадкував трон 981 року після смерті свого двоюрідного брата, вана Кьонджона.
982 року Сонджон пристав на пропозиції, викладені в меморандумі конфуціанського вченого Чо Сун-жо, який вважав, що новий ван зможе завершити реформи, розпочаті ваном Кванджоном. Сонджон розпочав формування системи державного управління за конфуціанськими принципами. Зокрема, провінційних чиновників почав призначати центральний уряд, також збиралась приватна зброя та переплавлялась на сільськогосподарське знаряддя.
Сонджон мав на меті створення централізованої конфуціанської монархії. Для цього 983 року він провів адміністративну реформу, в результаті якої було створено 12 моків (адміністративних органів), до кожного моку ван призначив ученого, який мав наглядати за освітою в регіоні, що покликано було інтегрувати провінційну аристократію до нової бюрократичної системи. Таким чином здійснювався відбір обдарованих синів аристократів, які згодом, склавши державні іспити, могли отримати високі посади та брати участь в управлінні державою. У вересні 995 року державу було розділено на десять провінцій.
Наприкінці серпня 993 року розвідка Корьо отримала інформацію про підготовку вторгнення з боку киданів. Сонджон швидко мобілізував військо та розділив його на три армійські групи, що зайняли оборонні позиції на північному заході. Передові підрозділи було зосереджено біля сучасного Анджу на південному березі річки Чхончхонган. Серйозність ситуації змусила Сонджона виїхати до Пхеньяна, щоб особисто керувати військовими діями.
У жовтні того ж року 60-тисячна киданська армія, перетнувши річку Ялуцзян, вдерлась до володінь Корьо. Спочатку кидані досить швидко просувались углиб країни, та поступово зусиллями корьоського війська їх рух було вповільнено, а згодом кидані зупинились на березі річки Чхончхонган. Усвідомивши, що за такого жорсткого опору завоювати весь півострів не вдасться, кидані вирішили піти на перемовини з ваном Корьо.
Кидані вимагали поступитись колишніми територіями Пархе та передати їх під владу імператора Шен-цзуна. Також киданський генерал вимагав від Сонджона розірвати відносини з династією Сун, натомість скласти васальну присягу перед імператором Ляо та сплачувати йому данину. Замість того, щоб одразу відмовити, при дворі, що перебував у Кесоні, почали жваво обговорювати можливість виконання умов, оскільки більшість чиновників остерігались подальшого просування киданської армії вглиб країни. Проти виступали генерали, які на полі бою бились проти ворожої армії. Тим часом кидані вдались до раптового нападу на штаб, що розміщувався в Анджу. Атаку було швидко відбито, втім вона змусила придворних чиновників панікувати.
Після того військовий міністр Со Хий вирішив вести особисті перемовини з генералом киданів Сяо. Ключовим фактором, що вплинув на перебіг тих перемовин, став тиск на Ляо з боку Сун. Міністр Со заявив, що кидані в жодному разі не можуть претендувати на землі колишньої Пархе, оскільки держава Корьо за правом вважається правонаступницею зруйнованої держави, а також нагадав, що й Ляодунський півострів раніше перебував під владою корейської держави Когурьо, тому маньчжурські території, включаючи столицю киданів, місто Ляоян, мають перейти під владу Корьо. В результаті такої дипломатичної акції за сприяння імперії Сун кидані не лише повернулись назад, не досягнувши своєї мети, але ще й були змушені віддати вану Сонджону землі в південній частині долини річки Ялуцзян.
Коли кидані відступили, Корьо продовжила відносини з династією Сун, а на набутих територіях було збудовано фортеці для захисту північних кордонів. Однак ворожнеча з киданями на тому не завершилась: до 1018 року відбулось ще два широкомасштабних збройних конфлікти між двома державами.
Ван Сонджон помер у листопаді 997 року від хвороби, після чого трон успадкував його племінник Мокчон.